# باول مكوي
باول مكوي (بالإنجليزية: Paul McCoy)‏ هو مغني وموسيقي أمريكي، ولد في 7 سبتمبر 1981 في فلورنس في الولايات المتحدة.

## وصلات خارجية
- باول مكوي على موقع IMDb (الإنجليزية)
- باول مكوي على موقع ميوزك برينز (الإنجليزية)
- باول مكوي على موقع أول ميوزيك (الإنجليزية)
- باول مكوي على موقع ديسكوغز (الإنجليزية)